# Glenn McQueen
Pour les articles homonymes, voir McQueen.
Glenn McQueen est un animateur canadien né le 24 décembre 1960 à Toronto (Ontario) et mort le 29 octobre 2002 à Berkeley (Californie).

## Biographie
Diplômé du Sheridan College au Canada en 1985, il intègre par la suite le New York Institute of Technology Computer Graphics Lab en tant que chef du département 3D.
Il est engagé en 1994 chez Pixar Animation Studios en tant que superviseur de l'animation. Il participe également à la création du personnage de Woody dans Toy Story (1995) et de Boo dans Monstres et Cie (2001).
Il meurt d'un mélanome à l'âge de 41 ans. Les deux derniers projets sur lesquels il travaillait, Le Monde de Nemo (2003) et Cars, (2006) lui sont dédiés.
Glenn McQueen était membre de l'Academy of Motion Pictures Arts and Sciences à Hollywood.

## Filmographie
- 1995 : Toy Story animateur
- 1998 : 1 001 Pattes superviseur de l’animation avec Rich Quade
- 1999 : Toy Story 2  superviseur de l’animation
- 2001 : Monstres et Cie superviseur de l’animation avec Rich Quade
- 2003 : Le Monde de Nemo dédicace/hommage
- 2006 : Cars dédicace/hommage

## Source de la traduction
- (en) Cet article est partiellement ou en totalité issu de l’article de Wikipédia en anglais intitulé « Glenn McQueen » (voir la liste des auteurs).